# HD 43197
HD 43197 — одиночная звезда в созвездии Большого Пса на расстоянии приблизительно 204 световых лет (около 62,5 парсек) от Солнца. Видимая звёздная величина звезды — +8,95m. Возраст звезды оценивается как около 6,521 млрд лет.
Вокруг звезды обращается, как минимум, одна планета.

## Характеристики
HD 43197 — жёлтый карлик спектрального класса G5, или G8V, или G8. Масса — около 1,081 солнечной, радиус — около 1,087 солнечного, светимость — около 0,925 солнечной. Эффективная температура — около 5391 К.

## Планетная система
В 2009 году у звезды с помощью высокоточных измерений радиальных скоростей проекта HARPS была обнаружена планета, которая получила обозначение HD 43197 b. Это газовый гигант, имеющий массу, равную 60 % массы Юпитера. Планета обращается по вытянутой эллиптической орбите на среднем расстоянии около 0,92 а.е. от родительской звезды. Год на ней длится 327 суток.
В 2019 году учёными, анализирующими данные проектов HIPPARCOS и Gaia, у звезды обнаружена планета HIP 29550 c.